# نيث
نيت (و تنطق كذلك: نيث) إلهة مصرية قديمة ظهرت في وقت مبكر من التاريخ المصري، وكانت الإلهة الحامية لساو عاصمة المقاطعة الخامسة من مقاطعات الوجه البحري (صا الحجر الحالية)، حيث كان مركز عبادتها في دلتا النيل الغربية والذي ظهر في وقت مبكر من عهد الأسرة الأولى.
أيضا كانت نيت واحدة من الآلهة الثلاثة المسيطرين في المدينة القديمة تا سنيت أو إيونيت (المعروفة حالياً بإسنا)، والتي تقع على الضفة الغربية لنهر النيل، نحو 55 كم من مدينة الأقصر، في محافظة قنا.

## الرمزية
كانت نيت إلهة الحرب والصيد، كما يشي بذلك شعارها بوضوح: سهمان متقاطعان على درع، ومع ذلك، فهي إلهة أكثر تعقيدا بكثير مما هو معروف عموما، فبعض النصوص القديمة يلمح فقط عن طبيعتها الحقيقية. وفي تمثيلها المعتاد، دائماً ما تعرض على أنها إلهة شرسة، أنثى بشرية ترتدي التاج الأحمر ونحمل أو حتى أحياناً تستخدم القوس والسهم، وفي حالات أخرى الحربة. وفي الواقع الكتابة الهيروغليفية لاسمها تحتوي على عناصر يستخدمها رماة السهام، فمع رمز الدرع السابق شرحه، هناك قوسان (متقابلان)، يتقاطعان مع اثنين من السهام (عادة ما تكون مربوطة إلى القوسين). وقد تم توحيد رمزها أيضا مع مدينة ساو. تم وضع هذا الرمز على قمة رأسها عند تصويرها الفن المصري، وكانت بشكلها كإلهة للحرب تعتبر صانعة لأسلحة المحاربين وحارسة لأجسادهم عند موتهم.
و كإلهة تظهر نيث عادة حاملة صولجان الواس (رمزاً للحكم والسلطة) وعلامة عنخ (رمزاً الحياة). كما تلقب بصفات كونية مثل «بقرة السماء»، وكإلهة سماء شبيهة بنوت، وكفيضان النيل العظيم كذلك، (الإلهة ورت محيت)، وكالبقرة التي تلد الشمس يومياً. وفي هذه الأشكال كانت مرتبطة بخلق الوقت البدائي والوقت اليومي «إعادة الخلق». وكحامية للبيت الملكي كانت تمثل على هيئة الصل، كما كانت تقوم مقام غضب الشمس الجامح، ومع الوقت أصبحت كذلك تجسيداً للمياه البدائية التي بدأ منها الخلق في قصة الخلق المصرية. وتم توحيدها مع الإلهة الأم العظمى كخالقة. وكإلهة أنثى وتجسيد للمياه البدائية كانت نيت تشمل بعض العناصر الذكورية كذلك، مما يجعلها قادرة على الولادة (الخلق) دون الجنس الآخر. وهي الصيغة المؤنث للإله بتاح-نون بطبيعتها الأنثوية التي تتكامل مع سمات ذكورية التي يرمز لها بالقوس والسهم. وبنفس الطريقة، كتجسيد للمياه البدائية (محيت ورت) أو الفيضان العظيم وصفت بأنها المياه المتدفقة، وكانت مرتبطة بالفعل المصري القديم ستي والذي يعني 'يصبّ'.
نيت هي واحدة من الآلهة الأكثر قدماً المرتبطة بالثقافة المصرية القديمة. وأشار فلندرز بيتري (في كتابه ديوسبوليس بارفا - عام 1901) أن أبكر تصوير لها كان معروفاً في فترة ما قبل الأسرات، كما يمكن أن يرى من تمثيل لسفينة تحمل رموزها (السهام المتقاطعة) خلال فترة قبل الأسرات، وهذه السفينة معروضة في متحف أشموليان بأكسفورد.
و قد ظهر أول تمثيل مجسم بشري لها في فترة الأسرات المبكرة، على إناء الديوريت للملك ني نتر من الأسرة الثانية، الذي وجدت في هرم زوسر (الأسرة الثالثة) في سقارة، كما أن عبادتها قد سادت فترة الأسرات المبكرة يظهر من تركيب الأسماء الشخصية التي تتضمن اسمها - التي غالباً ما كانت أسماء مؤنثة - في ما يقرب من 40% من أسماء أفراد الأسرات الحاكمة في هذا العصر المبكر من تاريخ مصر، وبخاصة في أسماء أربع سيدات من أعضاء الأسرات المالكة من الأسرة الأولى، ويؤكد هذا على أهمية علاقة هذه الإلهة مع المجتمع في ذلك الوقت، مع التركيز بشكل خاص على البيت الملكي. وفي فترات مبكرة جدا من التاريخ المصري، يبدو أن التمثيل التصويري الرئيسي لهذه الإلهة قد اقتصر على خصائص الصيد والحرب، ورغم عدم وجود مرجعية أسطورية المصرية لدعم هذه الخاصية الأساسية المنسوبة لها كإلهة. وقد اقترح أن مميزات القنص والحرب لنيت قد تشير إلى أن أصلها من ليبيا أو غرب وجنوب غرب مصر وأنها كانت إلهة للشعوب المحاربة هناك.
وقد تم تأسيس مركز عبادة نيت الرئيسي في الدولة القديمة في ساو (صالحجر الحالية) بواسطة الملك حور عحا من الأسرة الأولى، في محاولة لجذب سكان مصر السفلى لقبوله كحاكم لمصر الموحدة حديثاً. ويبدو من الدلائل النصية والأيقونية أنها كانت نوعا ما إلهة رسمية للدولة في عهد الدولة القديمة، فكان لها معابدها الخاصة في منف العاصمة في ذلك الوقت مما يشير للمكانة السياسية الرفيعة التي كانت لهذه الإلهة، حيث كانت تعرف هناك باسم «من تسكن شمال جدارها»، كمقابل للقب الإله بتاح «الساكن جنوب جداره». في حين تعتبر نيت في العموم إلهة لمصر السفلى، وعبادتها تتركز باستمرار في تلك المنطقة. وقد وصلت عبادتها للذروة في سايس وعلى ما يبدو كذلك في ممفيس في عصر الدولة القديمة، وظلت مهمة وإن كان بدرجة أقل، في الدولتين الوسطى والحديثة. ومع ذلك، استعادت عبادتها أهميتها السياسية والدينية خلال الأسرة السادسة و العشرين عند ازدهرت مدينة سايس، وكذلك شاعت عبادتها في هذا العصر في إسنا في صعيد مصر.
و يبدو أن رمز نيت الهيروغليفي يحمل شبها لنول الغزل والنسيج، وذلك في تزامن في وقت لاحق من الديانة المصرية المصرية، في العصر الروماني، عندما أصبحت أيضا إلهة للنسيج. في هذا الوقت دورها كخالقة دمج مع الإلهة أثينا، تلك الإلهة التي نسجت كل العالم على نولها، كما تقول الديانة الإغريقية والرومانية.

## الأسطورة

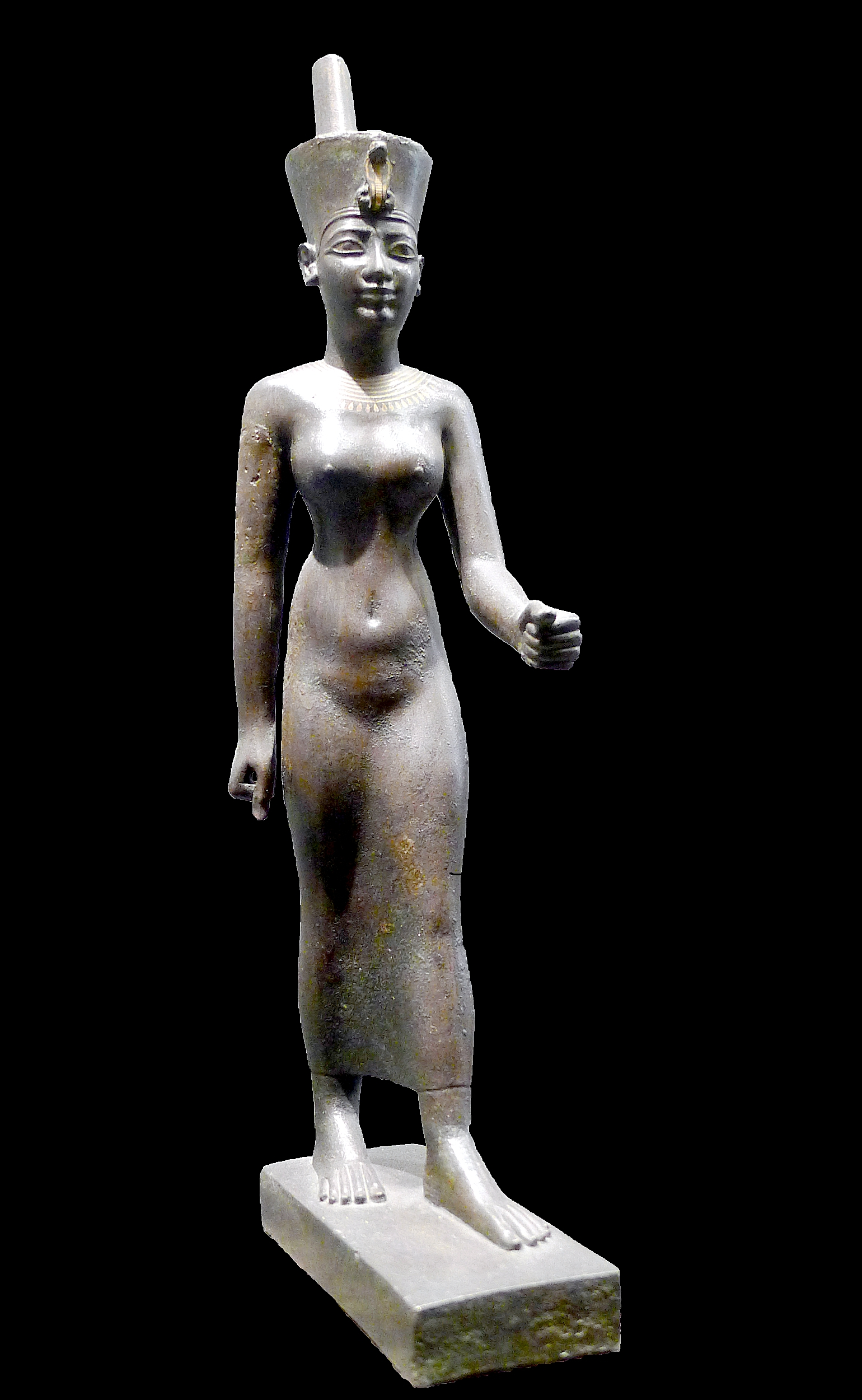
تمثال للإلهة نيت من متحف اللوفر

في بعض أساطير الخلق، تم توصيفها على أنها أم لرع وعبب. وعندما أضيف عليها أوصاف أنها إلهة مائية، كانت تعتبر أيضا أماً للإله سبك (التمساح). وكان هذا الارتباط مع الماء، أي النيل، أدى إلى اعتبارها أحيانا زوجة للإله خنوم، وربطها بمنابع نهر النيل. وكانت مرتبطة مع سمك البياض النيلي.
وباعتبارها إلهة للخلق وللنسيج، كان لها أن تجدد العالم على نولها يوميا. ويسجل جدار داخلي للمعبد في إسنا سرداً للخلق نيت وهي تخرج في بداية الخلق أول أرض (التي سميت بعد ذلك بالإله تاتنن) من المياه الأزلية (نون) في بداية الخلق، وكل ما تتصور في قلبها يأتي إلى حيز الوجود بما في ذلك ثلاثين إلهاً. ومع عدم وجود زوج معروف لها وصفت بأنها «الإلهة الأم العذراء»:
```
إلهة فريدة من نوعها، غامضة وعظيمة، جاءت لتكون في البداية وتسبب كل شيء في المستقبل. . . الأم الإلهية لرع، الذي يضيء في الأفق...
[
4
]
```

كتب بروكلوس (412-485 م) أن بناءاً في معبد نيت في سايس (الذي لم يبق شيء منه الآن) حمل النقش التالي:
```
أنا ما كان وما يكون وما سوف يكون، لم يجرؤ أحد على فتح ردائي، والثمرة التي أخرجت (ولدت) كانت الشمس
[
5
]
```

وقيل ان نيت تدخلت في الحرب الملكية بين حور وست، على العرش المصري، وأوصت بأن يحكم حورس.
و قد أقيم مهرجان كبير، يسمى عيد المصابيح، سنويا على شرفها، وفقا لهيرودوت، أشعل لها المصلين والعابدين العديد من النيران في الهواء الطلق طوال الليل خلال الاحتفال.